# 卡緬斯克州
卡緬斯克州（俄语：Каменская область）是蘇聯俄羅斯蘇維埃聯邦社會主義共和國的一個州，位於今日羅斯托夫州北部，並包括沃羅涅日州和伏爾加格勒州的一小部分。面積53,600平方公里，1956年人口1,350,000人。首府卡緬斯克-沙赫京斯基。下分5市（卡緬斯克-沙赫京斯基、紅蘇林、米列羅沃、新沙赫京斯克和沙赫特）41縣。
1954年1月6日設州，1957年11月19日被撤銷。